# 越南人民军第316师
第316師，又稱蘆花師，是越南人民軍第二軍區的主力師。該師成立於邊界戰役勝利之後的1951年5月1日，在諒山省高祿縣。首任師長是黎廣巴，政委是朱輝珉。

## 構成
- 第174團（高北諒團）：1949年8月19日成立，在高平省和安縣德隆社成立，首任團長：鄧文越，首任政委：朱輝珉。
- 第176團
- 第98團